# Sedum cockerellii
Sedum cockerellii là một loài thực vật có hoa trong họ Crassulaceae. Loài này được Britton miêu tả khoa học đầu tiên năm 1903.